# Ten Gentlemen from West Point
Ten Gentlemen from West Point is een Amerikaanse dramafilm uit 1942 onder regie van Henry Hathaway.

## Verhaal
Aan het begin van de 19e eeuw wil het Congres de militaire academie van West Point opnieuw doen opleven. Gedurende een proefperiode van één jaar krijgt majoor Sam Carter de leiding over een groep cadetten. Door zijn spartaanse beleid haken veel leerlingen af. Onder die cadetten bevinden zich Shelton en Dawson, die het ook moeilijk hebben met elkaar.

## Rolverdeling
| Acteur             | Personage                       |
| ------------------ | ------------------------------- |
| George Montgomery  | Joe Dawson                      |
| Maureen O'Hara     | Carolyn Bainbridge              |
| John Sutton        | Howard Shelton                  |
| Laird Cregar       | Majoor Sam Carter               |
| Shepperd Strudwick | Henry Clay                      |
| Victor Francen     | Florimond Massey                |
| Harry Davenport    | Bane                            |
| Ward Bond          | Sergeant Scully                 |
| Douglas Dumbrille  | Generaal William Henry Harrison |
| Ralph Byrd         | Maloney                         |
| Joe Brown jr.      | Benny Havens                    |
| David Bacon        | Shippen                         |
| Esther Dale        | Mevrouw Thompson                |
| Richard Derr       | Chester                         |
| Louis Jean Heydt   | Jared Danforth                  |